# Fluchthorn
Fluchthorn er den næsthøjeste bjergtop i Silvretta-bjergkæden, på grænsen mellem Østrig og Schweiz. Det består af tre toppe, hvor den sydligste var den højeste med 3.399 m. Den laveste er 3.309 m, mens den i midten er 3.397 m.
Den sydlige top kollapsede i et massivt jordskred, der fandt sted den 11. juni 2023 omkring kl. 15.30 CEST.